# Nation (Métro Paris)

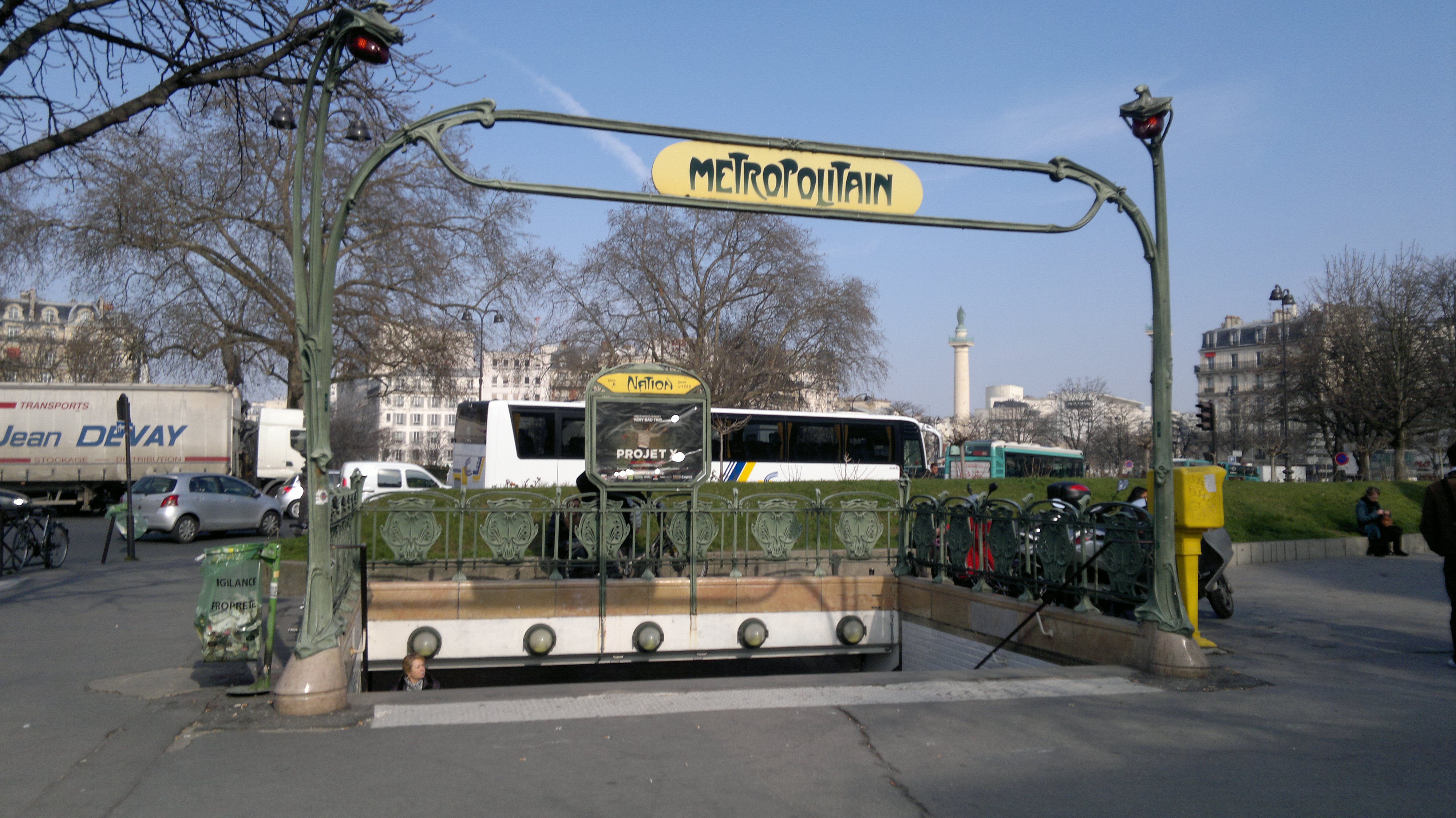
Eingang im Stil des Art nouveau

Nation [nɑsjɔ̃] ist eine unterirdische Station der Pariser Métro. Sie befindet sich an der Grenze des 11. Arrondissements mit dem 12. Arrondissement unterhalb des Place de la Nation. Die Station ist ein wichtiger Umsteigeknoten im Osten von Paris, sie wird von den Linien 1, 2, 6 und 9 bedient. Am unterirdisch verknüpften gleichnamigen Bahnhof Nation des Réseau Express Régional kann zum RER A umgestiegen werden.

## Geschichte und Beschreibung

### Linie 1
Die Station wurde am 19. Juli 1900 mit der Eröffnung der Linie 1 von Porte Maillot nach Porte de Vincennes in Betrieb genommen. Die Züge verkehrten zunächst alle zehn Minuten, während der Hauptverkehrszeiten wurden die Zugabstände erst auf sechs, ab Ende Januar 1901 auf drei Minuten verkürzt. Sie bestanden anfangs aus einem zweiachsigen Triebwagen mit nur einem Führerstand, der zwei, dann bald drei zweiachsige Beiwagen zog. Von Ende Oktober 1901 an wurden die Züge weiter verlängert, ehe von 1908 bis 1964 die Baureihe Sprague-Thomson zum Einsatz kam. Seit 1963 verkehren Fahrzeuge, die auf mit Stickstoff gefüllten Gummireifen laufen, aktuell die fahrerlosen, automatischen Züge der Baureihe MP 05.
Der Bahnhof der Linie 1 liegt in Ost-West-Richtung unter dem südlichen Teil des kreisrunden Platzes. Er weist an den beiden Streckengleisen Seitenbahnsteige auf, von denen der nördliche über Durchgänge unmittelbar mit einem Seitenbahnsteig im Bahnhof der Linie 2 verbunden war.

### Linie 2
Die Linie 2 erreicht, von ihrer westlichen Endstation Porte Dauphine kommend, die Station Nation seit dem 2. April 1903. Aufgrund der Funktion als östlicher Endpunkt dieser Linie wurden umfangreichere Anlagen als für die Linie 1 geschaffen. Unter dem Platz wurde ein annähernd kreisförmiger Tunnel gebaut, der zwei parallel verlaufende Gleise aufnahm. Die Streckengleise münden in diese Anlage, deren inneres Gleis und zwei weitere vorwiegend zum Abstellen von Zügen genutzt werden. Aus dem äußeren Gleis, das die gegen den Uhrzeigersinn befahrene Endschleife bildet, zweigen Betriebsgleise zu den Linien 1 und 9 sowie zum Betriebshof Atelier de Charonne ab.
Der Endbahnhof der Linie 2 befindet sich im Bogen innerhalb der Endschleife, er verfügt über einen Mittelbahnsteig für Ankunft und Abfahrt. Der zu betrieblichen Zwecken angelegte südliche Seitenbahnsteig, an dem ein Verbindungsgleis zu den Linien 1 und 9 lag, wird nicht mehr benutzt. Die eingesetzten Züge gehören zur Baureihe MF 01.
Am 6. Februar 1981 kam bei einem Zusammenstoß in der Station der Linie 2 ein Zugführer ums Leben.

### Linie 6
Am 1. März 1909 folgte der Bahnhof der Linie 6. Er liegt südlich parallel zu dem der Linie 1 und wie jener der Linie 2 in einer doppelgleisigen Endschleife, die jedoch südlich des Place de la Nation unter den angrenzenden Straßen mehrere Häuserblöcke umfährt. In der Einfahrt zum Bahnhof, der über einen Mittelbahnsteig verfügt, zweigt ein Verbindungsgleis zur Linie 1 ab.
Während der Hauptverkehrszeit werden die beiden Bahnsteiggleise abwechselnd angefahren. Anders als bei der Linie 2 machen die Züge in den Schwachverkehrszeiten an einem Betriebsbahnsteig westlich der Station Kopf und kehren in der Gegenrichtung zurück, da die Gleise der Schleife dann für das Abstellen von Zügen genutzt werden. Die Züge der Linie 6 laufen auf Gummireifen, sie gehören zur Baureihe MP 73. Seit Januar 2023 wird auch die Baureihe MP 89 CC auf der Linie 6 eingesetzt.

### Linie 9
Die letzte Erweiterung der Station war die Eröffnung des Stationsteils der Linie 9 am 10. Dezember 1933. Ihr Bahnhof wurde in größerer Tiefenlage unterhalb der Endschleife der Linie 2 im nördlichen Bereich des Platzes angelegt. Zu jener Linie existiert ein Betriebsgleis, das westlich der Station vom Streckengleis unterfahren wird.
Der Bahnhof der Linie 9 hat Seitenbahnsteige. Es verkehren Züge der Baureihe MF 67, die seit 2013 allmählich durch die Baureihe MF 01 abgelöst wird.

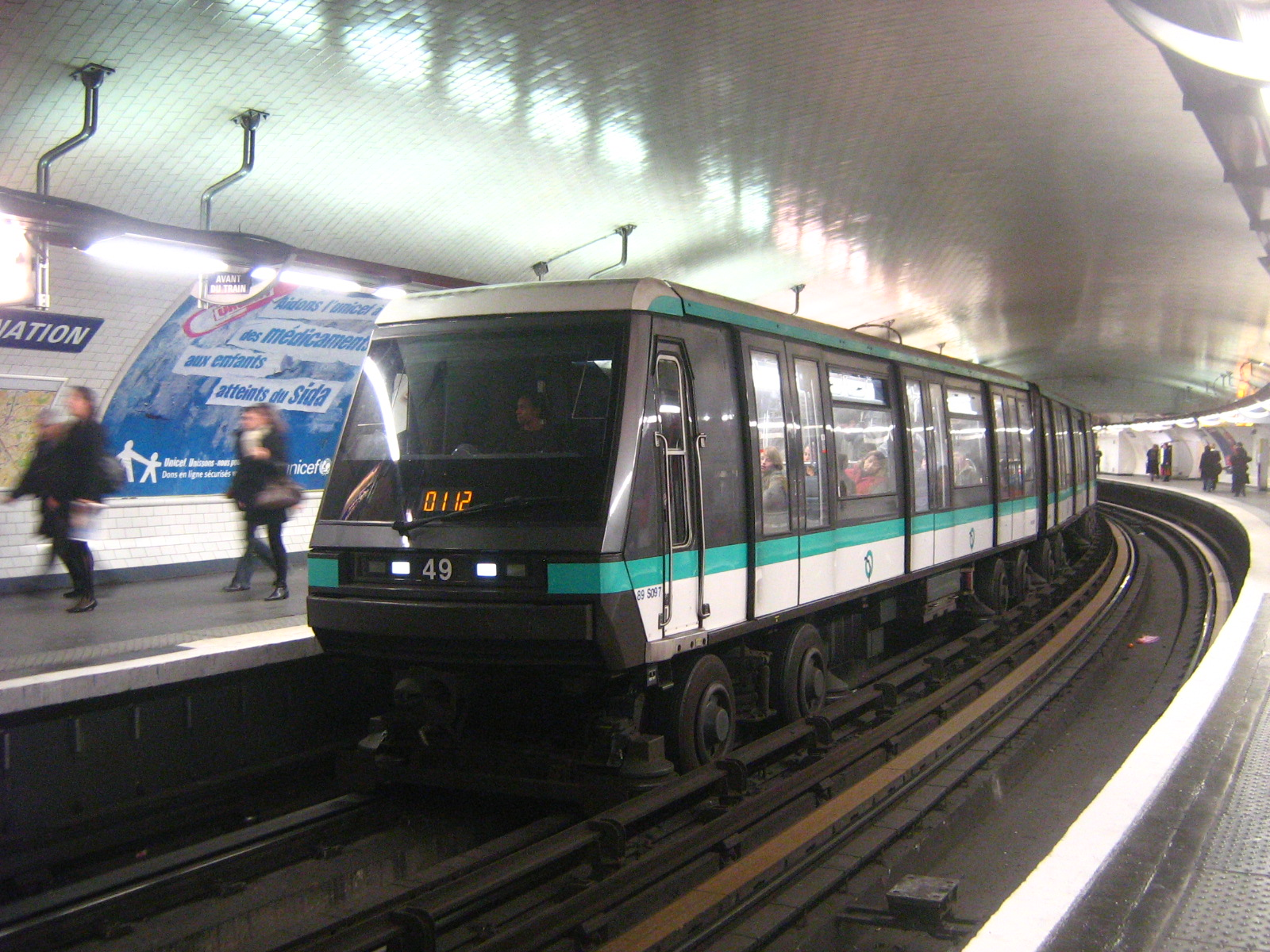
Zug der Baureihe MP 89 in der Station der Linie 1, 2007
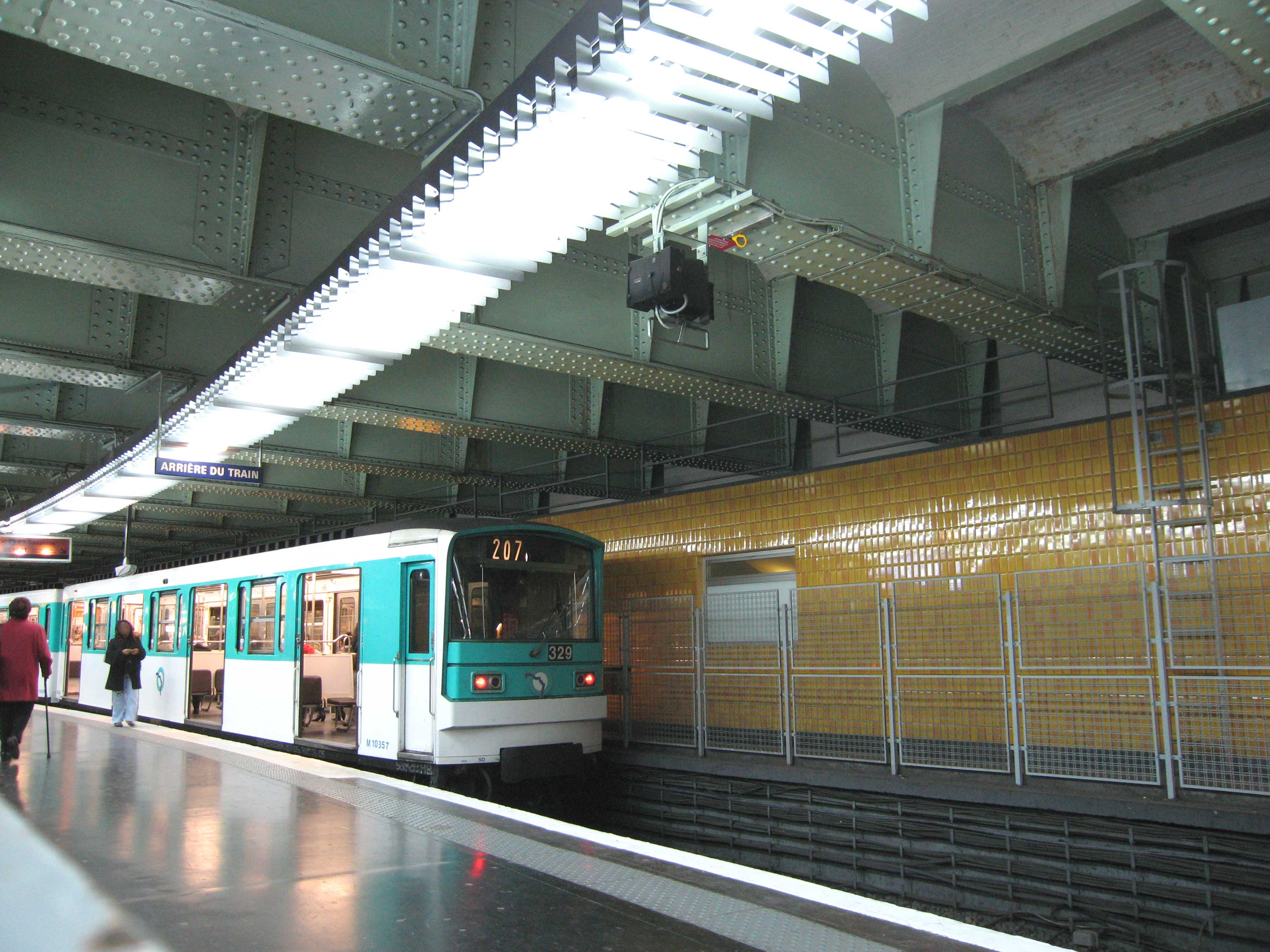
Station der Linie 2 mit Zug der Baureihe MF 67, im Hintergrund der stillgelegte Betriebsbahnsteig, 2006
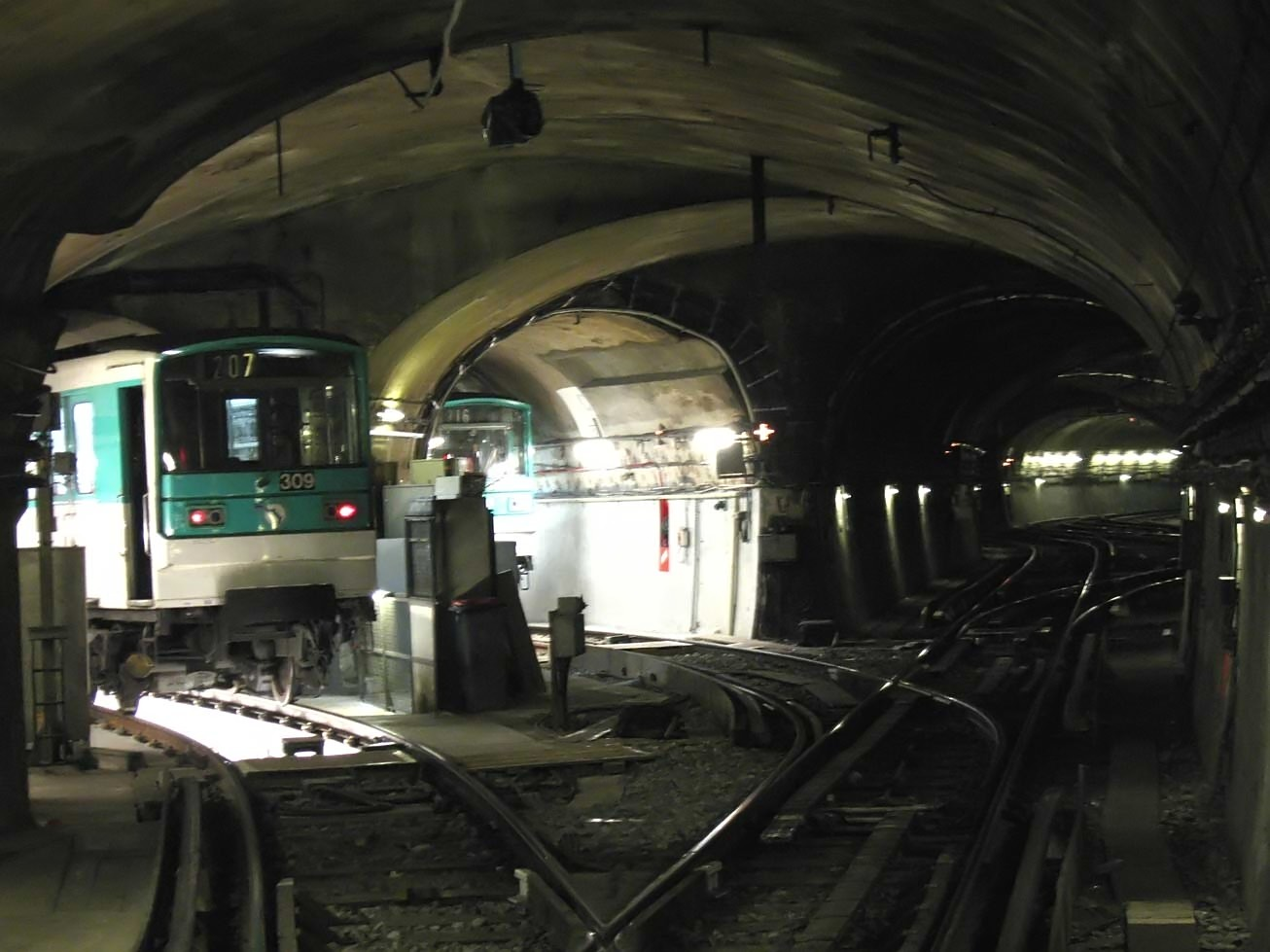
Abgestellte Züge auf den Gleisen D und C östlich des Bahnhofs der Linie 2, mittig das innere Streckengleis Richtung Porte Dauphine
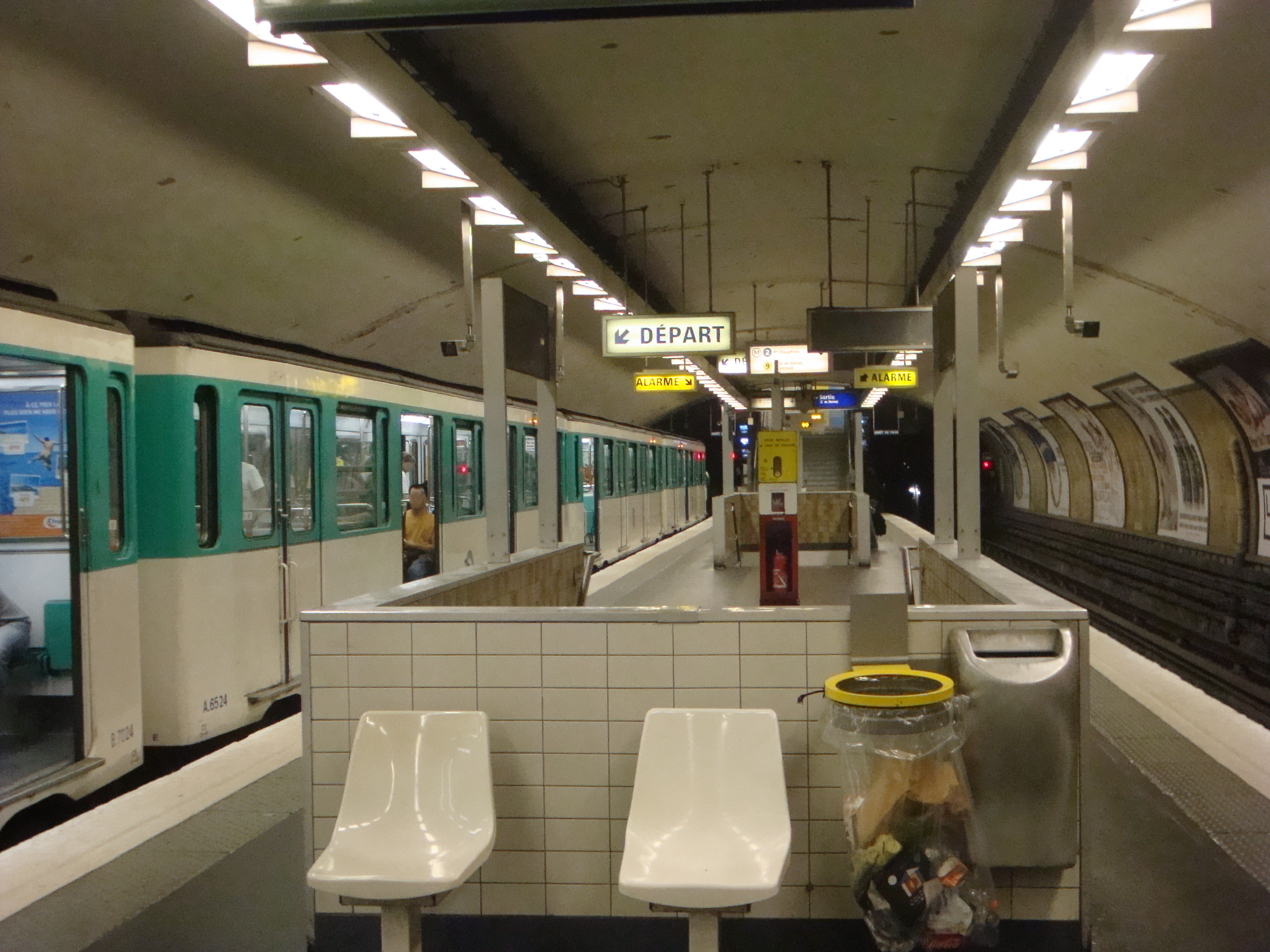
Endstation der Linie 6 mit einem Zug der Baureihe MP 73
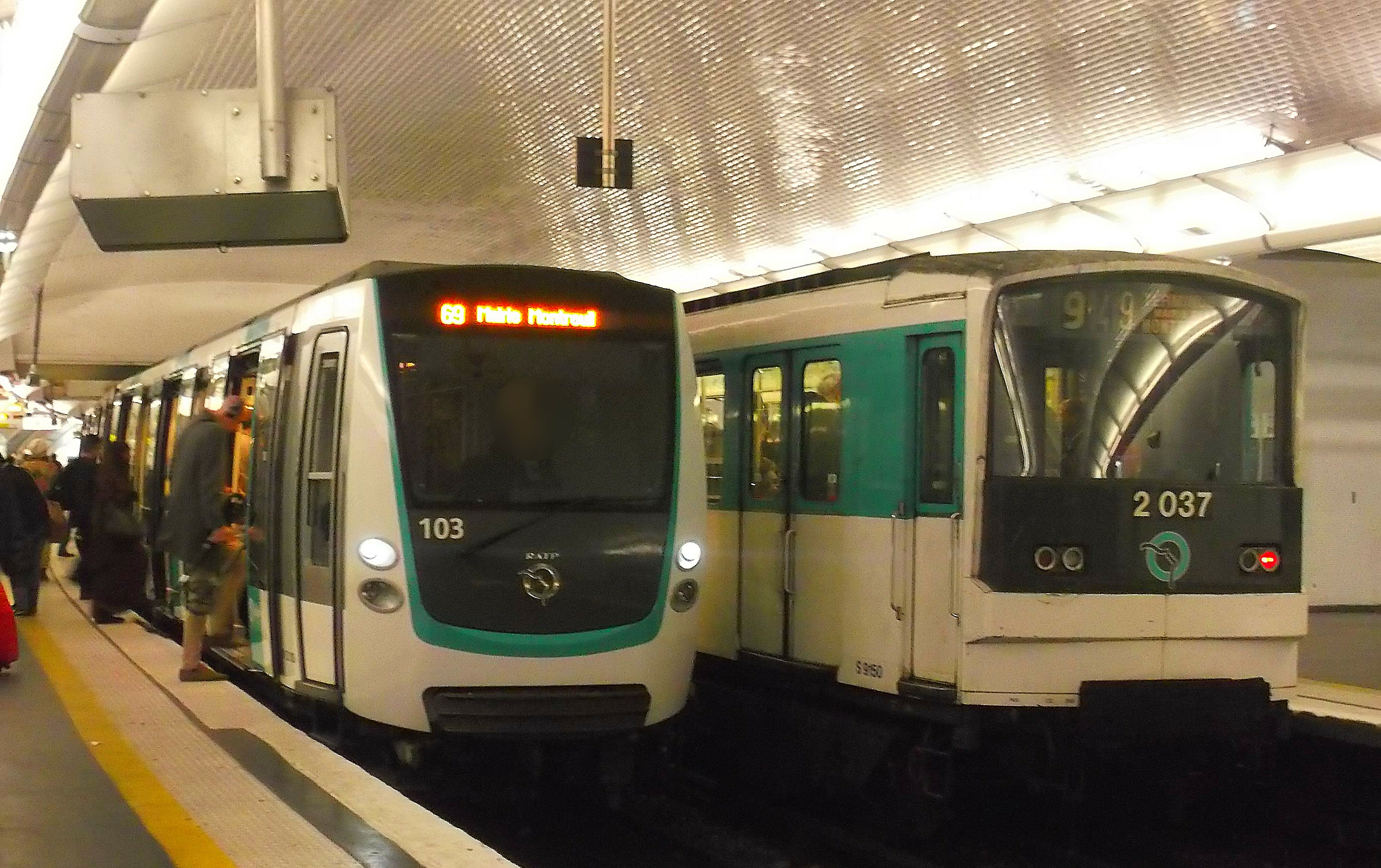
MF 01 und MF 67 in der Station der Linie 9

| Vorherige Station                   | Métro Paris | Nächste Station                           |
| ----------------------------------- | ----------- | ----------------------------------------- |
| Reuilly – Diderot ← La Défense      |             | Porte de Vincennes Château de Vincennes → |
| Avron ← Porte Dauphine              |             | Endstation                                |
| Picpus ← Charles de Gaulle – Étoile |             | Endstation                                |
| Rue des Boulets ← Pont de Sèvres    |             | Buzenval Mairie de Montreuil →            |